# Rodriguezia dressleriana
Rodriguezia dressleriana là một loài thực vật có hoa trong họ Lan. Loài này được R.González miêu tả khoa học đầu tiên năm 1974.